# Vetren, Macedonia de Nord
Vetren este un sat situat în partea de est a Republicii Macedonia, aproape de granița cu Bulgaria. Aparține de comuna Delčevo.